# Гронден, Элиот
Элиот Гронден (фр. Éliot Grondin; род. 19 апреля 2001, Сен-Ромуальд, Квебек) ― канадский сноубордист, участвующий в соревнованиях по сноуборд-кроссу. Бронзовый призёр зимних Олимпийских игр 2022 года в дисциплинах сноуборд-кросс и командное соревнование по сноуборд-кроссу. Чемпион мира 2025 года. 

## Биография
Родился 	19 апреля 2001 года в городе Сент-Мари, (Квебек, Канада).

### Чемпионат мира
Гронден выиграл три медали на чемпионате мира по сноуборду среди юниоров FIS: серебро в 2018 и 2019 годах и золото в 2021 году. Выиграв золотую медаль, он стал первым канадцем в истории, выигравшим титул чемпиона мира. 
На чемпионате мира FIS по фристайлу и сноуборду 2021 года завоевал бронзу в сноуборд-кроссе.

### Зимние Олимпийские игры
В 2018 году Гронден участвовал в своих первых Олимпийских играх в возрасте 16 лет, став самым молодым спортсменом-мужчиной в сборной Канады. Занял 36-е место в соревнованиях по сноуборд-кроссу на играх в Пхёнчхане. 
В январе 2022 года Гронден был включен в олимпийскую сборную Канады на зимнюю Олимпиаду 2022 года в Пекине. Здесь Гронден выиграл серебряную медаль в сноуборд-кроссе. Позже Гронден выиграл бронзовую медаль в первом смешанном командном сноуборд-кроссе вместе с соотечественницей Мерьетой О'Дайн.